# Макарски партизански одред
Макарски народноослободилачки партизански (НОП) одред је био партизанска јединица у саставу Народноослободилачке војске и партизанских одреда Југославије током Другог светског рата у Југославији.

## Историјат
Формиран је у рејону Макарске у другој половини септембра 1943. од два батаљона, од којих је један 2. октобра ушао у састав 11. далматинске бригаде. У октобру и почетком новембра Одред је блокирао Макарску. Са два батаљона 9. далматинске бригаде водио је 13. и 14. новембра борбе
против делова 7. СС Принц Еуген дивизије који су надирали дуж обале ка Макарској, а 16. новембра пребацио се са 26. дивизијом на острво Хвар, где је расформиран. Његови борци ушли су у састав 1. и 11. далматинске бригаде. На Хвару је 27. новембра формиран нов Одред од 60 бораца. Пошто се пребацио рибарским чамцима на копно у село Дрвеник Одред је 28. новембра заробио један усташки брод, којом приликом је погинуло 10 усташа, а 30 заробљено. У саставу Групе јужнодалрнатинских одреда дејствовао је 1944. на Биокову и водио борбе са деловима немачке 118. дивизије, 2. и 6. усташког здруга којима је нанео осетне губитке. Са Имотским НОПО борио се 7—9. августа против јачих немачких и усташких снага у западном делу Биокова. Октобра 1944. Одред је расформиран, а његови борци ушли су у састав 19. и 26. дивизије.